# アナとエルサのフローズンファンタジー
『アナとエルサのフローズンファンタジー』(Anna and Elsa's Frozen Fantasy)とは、2015年から2018年の冬季期間に東京ディズニーランドで開催されたディズニー映画『アナと雪の女王』をモチーフにしたスペシャルイベントの名称である。映画の後の世界をテーマとしている。

## 概要
本イベントは、2014年にオリエンタルランド若手社員により発案され、当初企画されていたイベントを取り止めて通常の半分となる約7か月で準備された。人件費、企画費もこれまでのイベントと比べて大幅に少なくなっている。2015年開催のイベントが好評だったため、2016年以降も継続して開催されるようになった。

## 開催期間
- 2015年1月13日 - 3月20日[3]
- 2016年1月12日 - 3月18日[4]
- 2017年1月13日 - 3月17日[5]
- 2018年1月11日 - 3月19日[6]

## 2015年
シンデレラ城の周辺にエルサの魔法で造られた雪や氷の結晶といったをモチーフにした装飾が施される。飲食店で特別メニューを用意するほか、キャラクター商品が約25種類販売される。
2015年1月16日、イベント開催にちなみ「神田沙也加のオールナイトニッポンGOLD〜アナとエルサのフローズンファンタジースペシャル〜」（ニッポン放送）がラジオ放送された。

### フローズンファンタジー・グリーティング
エルサが魔法で雪を降らせながら、主題歌「レット・イット・ゴー」が流れる中、パーク初登場となるアナ、エルサ、オラフが登場し、パレードルートをグリーティングする。
開催初日となる2015年1月13日は特別バージョンとして、神田沙也加、松たか子、ピエール瀧、May J.が、東京ディズニーシーのオープンカー「バイオツアラー」に乗って、パレードルートを走行した。
公演情報
- 公演回数:1日2回（日中）
- 公演時間:40分
- 停止回数:9回

登場キャラクター
- エルサ
- アナ
- オラフ

### ワンス・アポン・ア・タイム〜スペシャルウィンターエディション〜
期間中、シンデレラ城で行われている『ワンス・アポン・ア・タイム』の内容の一部を『アナと雪の女王』をイメージしたシーンに変更した特別バージョンで公演される。
通常版では『アナと雪の女王』のシーンが投影されるのは数秒であるが、特別バージョンでは約3分半に拡大される。
- アナが『生まれてはじめて (First Time In Forever)』を歌うシーン
- エルサが『Let it Go』を歌うシーン
- 『アナと雪の女王』シーンの最後はオラフとスヴェンが登場する。

2015年2月23日には、『ワンス・アポン・ア・タイム〜スペシャルウィンターエディション〜』は『ワンス・アポン・ア・タイム〜スペシャルエディション〜』と名称を変更して、2015年7月7日まで延長公演されることが発表された。イベントとしての『アナとエルサのフローズンファンタジー』は予定通りに2015年3月20日に終了する。

## 2016年
イベントのスペシャルグッズが約90種発売され、「クリスタルパレス・レストラン」では短編映画『アナと雪の女王 エルサのサプライズ』をモチーフとした、アナの誕生日を祝うサプライズパーティーがコンセプトのスペシャルブッフェが開催されるほか、オラフをイメージしたスペシャルセット、アナとエルサとオラフの描かれたスーベニアカップ、スノーギースをモチーフとした中華まんなどが提供された。
2016年1月11日には、プレスプレビューとして1日早く公開された
イベント期間に合わせ、最寄駅のJR舞浜駅では2016年1月12日初電から同年3月18日終電まで、プラットホームの発車メロディを映画『アナと雪の女王』の音楽に変更する。

### フローズンファンタジーパレード
イベントのテーマの通り、映画「アナと雪の女王」をテーマにしたパレード。今年より新たにクリストフ、ハンス、トロールたちが登場する。
ショーモードでは、エルサがゲストの力をかりて雪を降らせ、アレンデールの仲間たちが「レット・イット・ゴー〜ありのままで〜」にのせてゲストとともに踊る。
なお、ハンス王子がパレードに登場するのは世界初となる。
公演情報
- 公演場所:パレードルート
- 公演回数:1日1〜2回
- 公演時間:約45分
- 出演者数:約85名

登場キャラクター
パレードの並び順
1. スヴェンが牽くソリとオーケンのお店のフロート
  - アナ、クリストフ

2. トロールの家族たちのフロート
  - トロール

3. 夏と冬を楽しむオラフのフロート
  - オラフ

4. エルサの氷の城のフロート
  - エルサ

5. マシュマロウのフロート
  - ハンス

### ワンス・アポン・ア・タイム〜スペシャルウィンターエディション〜 (2016年)
2015年版から、アナの歌う「生まれてはじめて」とエルサの歌う「Let It Go〜ありのままで〜」が日本語歌詞に変更された。

### アナとエルサのウィンターグリーティング
アナ、エルサ、オラフがキッズとともに遊ぶグリーティングショー。キャッスル・フォアコートに集まったキッズたちがアナとエルサにプレゼントする歌とダンスを練習した後、フロートに乗ったアナ、エルサ、オラフが登場。エルサが魔法で雪を降らせる中、出演者とキッズが全員で「レット・イット・ゴー〜ありのままで〜」を歌う。
2016年1月11日にプレスプレビューが開催された際には、本田望結と紗来姉妹がスペシャルゲストとして参加した。
公演情報
- 公演場所:キャッスル・フォアコート
- 公演回数:1日1回
- 公演時間:約13分
- 出演者数:約16名

登場キャラクター
- アナ
- エルサ
- オラフ

### デコレーション
エントランスにはアナとエルサのフォトロケーション、ワールドバザールの交差点に音と光の演出で輝く氷のお城が登場。
また、ファンタジーランドを中心に物語の舞台、アレンデールのお城や広場をモチーフにした装飾やオラフのフォトロケーションが登場するほか、パーク全体に短編映画に登場した小さな雪だるまのスノーギースが隠れている。

### その他
- クリスタルパレス・レストランでは短編映画『アナと雪の女王 エルサのサプライズ』をモチーフとし、アナの誕生日を祝うパーティーとして設定されている[14]。レストラン利用にあたっては、事前予約が必須となっている[14]。
- 短編映画『アナと雪の女王 エルサのサプライズ』で新規に登場した小さな雪だるま「スノーギース」をモチーフとしたグッズ、スナック類が発売されている[14]。
- ディズニーリゾートラインでは車両をデコレーションした「アナとエルサのスノークリスタル・ライナー」をイベント期間中、運行している[14]。
- 東京ディズニーランドホテルでは、シャーウッドガーデン・レストランやドリーマーズ・ラウンジにおいて、イベントに因んだ料理、カクテル、ノンアルコールカクテルを提供する[14]。
- ディズニーアンバサダーホテルでは、内装やベッドカバーをイベントにちなんだ柄にした「“アナとエルサのフローズンファンタジー”スペシャルルーム」を用意する[16]。

## 2017年

### フローズン・フォーエバー
2017年から新たに公演されるキャッスルプロジェクション。2016年以前に公演されていたショー「ワンス・アポン・ア・タイム〜スペシャルウィンターエディション〜」と異なり、全編が映画『アナと雪の女王』のシーンで構成されている。
公演情報
- 公演場所:シンデレラ城
- 公演回数:1日1〜2回
- 公演時間:約15分

### フローズンファンタジーパレード
内容は2016年版と同じである。
公演情報
- 公演場所:パレードルート
- 公演回数:1日1〜2回
- 公演時間:約45分
- 出演者数:約85名
- フロート台数:5台

登場キャラクター
- 2016年版と同じ

### アナとエルサのウィンターグリーティング
2016年版から、ショーの最後にアナとエルサがフロートから降りてくるよう変更された。
公演情報
- 公演場所:キャッスル・フォアコート
- 公演回数:1日1回
- 公演時間:約18分
- 出演者数:約16名

登場キャラクター
- 2016年版と同じ

### その他
- イベント関連グッズは、2017年1月6日より販売開始される[18]。
- 2016年同様にクリスタルパレス・レストランでは短編映画『アナと雪の女王 エルサのサプライズ』をモチーフとし、アナの誕生日を祝うパーティーとして設定される。クリスタルパレス・レストランの特別営業はイベント開始に先立つ2017年1月12日より。他のイベントのスペシャルメニューも1月12日より販売される[18]。

## 2018年

### フローズン・フォーエバー
内容は2017年版との変更点はなく、同内容である。
公演情報
- 公演場所:シンデレラ城
- 公演回数:1日1回
- 公演時間:約15分

### フローズンファンタジーパレード
2017年版との変更点は、「トゥモローランド/トゥーンタウン」で停止しなくなり、停止回数が2回に減少した。
公演情報
- 公演場所:パレードルート
- 公演回数:1日1〜2回
- 公演時間:約45分
- 出演者数:約86名
- フロート台数:5台

登場キャラクター
- 2017年版と同じ

### アナとエルサのウィンターグリーティング
内容は2017年版との変更点はなく、同内容である。
公演情報
- 公演場所:キャッスル・フォアコート
- 公演回数:1日1回
- 公演時間:約18分
- 出演者数:約16名

登場キャラクター
- 2017年版と同じ

### その他
- アナやエルサになりきって楽しめる、体験型のフォトロケーションが初登場した。
- 小学生以下の子どもに「アナとエルサだいすきガイドブック」が配布された。